# Ciclismo en los Juegos Paralímpicos
El ciclismo adaptado fue incluido en los Juegos Paralímpicos de Verano desde la séptima edición que se celebró en Nueva York (Estados Unidos) y Stoke Mandeville (Reino Unido) en 1984.

## Ediciones
| N.º  | Año  | Sede                        | País                       |
| ---- | ---- | --------------------------- | -------------------------- |
| I    | 1984 | Nueva York Stoke Mandeville | Estados Unidos Reino Unido |
| II   | 1988 | Seúl                        | Corea del Sur              |
| III  | 1992 | Barcelona                   | España                     |
| IV   | 1996 | Atlanta                     | Estados Unidos             |
| V    | 2000 | Sídney                      | Australia                  |
| VI   | 2004 | Atenas                      | Grecia                     |
| VII  | 2008 | Pekín                       | China                      |
| VIII | 2012 | Londres                     | Reino Unido                |
| IX   | 2016 | Río de Janeiro              | Brasil                     |
| X    | 2020 | Tokio                       | Japón                      |
| XI   | 2024 | París                       | Francia                    |

## Medallero histórico
- Actualizado hasta París 2024.[2][3]

| Núm. | País                          | Oro | Plata | Bronce | Total |
| ---- | ----------------------------- | --- | ----- | ------ | ----- |
| 1    | Reino Unido (GBR)             | 59  | 38    | 21     | 118   |
| 2    | Australia (AUS)               | 45  | 39    | 37     | 121   |
| 3    | Estados Unidos (USA)          | 30  | 40    | 35     | 105   |
| 4    | Países Bajos (NED)            | 29  | 19    | 19     | 67    |
| 5    | Francia (FRA)                 | 28  | 23    | 28     | 79    |
| 6    | Alemania (GER)                | 24  | 29    | 26     | 79    |
| 7    | República Popular China (CHN) | 18  | 19    | 18     | 55    |
| 8    | Italia (ITA)                  | 17  | 17    | 24     | 58    |
| 9    | España (ESP)                  | 15  | 18    | 24     | 57    |
| 10   | Canadá (CAN)                  | 9   | 14    | 17     | 40    |
| 11   | Austria (AUT)                 | 8   | 14    | 8      | 30    |
| 12   | República Checa (CZE)         | 8   | 7     | 10     | 25    |
| 13   | Irlanda (IRL)                 | 7   | 6     | 4      | 17    |
| 14   | Eslovaquia (SVK)              | 7   | 5     | 4      | 16    |
| 15   | Japón (JPN)                   | 6   | 7     | 6      | 19    |
| 16   | Suiza (SUI)                   | 5   | 9     | 9      | 23    |
| 17   | Polonia (POL)                 | 5   | 7     | 4      | 16    |
| 18   | Ucrania (UKR)                 | 5   | 3     | 2      | 10    |
| 19   | Bélgica (BEL)                 | 4   | 8     | 10     | 22    |
| 20   | Bielorrusia (BLR)             | 4   | 1     | 0      | 5     |
| 21   | Corea del Sur (KOR)           | 3   | 6     | 5      | 14    |
| 22   | Noruega (NOR)                 | 3   | 2     | 5      | 10    |
| 23   | Sudáfrica (RSA)               | 3   | 2     | 4      | 9     |
| 24   | RPC (RPC)                     | 3   | 0     | 0      | 3     |
| 25   | Nueva Zelanda (NZL)           | 2   | 4     | 8      | 14    |
| 26   | Dinamarca (DEN)               | 2   | 0     | 1      | 3     |
| 27   | Rumania (ROU)                 | 1   | 3     | 0      | 4     |
| 28   | Suecia (SWE)                  | 0   | 2     | 3      | 5     |
| 29   | Checoslovaquia (TCH)          | 0   | 2     | 0      | 2     |
| 29   | Finlandia (FIN)               | 0   | 2     | 0      | 2     |
| 31   | Alemania Occidental (FRG)     | 0   | 1     | 2      | 3     |
| 31   | Portugal (POR)                | 0   | 1     | 2      | 3     |
| 33   | Brasil (BRA)                  | 0   | 1     | 1      | 2     |
| 34   | Israel (ISR)                  | 0   | 1     | 0      | 1     |
| 35   | Colombia (COL)                | 0   | 0     | 7      | 7     |
| 36   | Argentina (ARG)               | 0   | 0     | 2      | 2     |
| 36   | Líbano (LBN)                  | 0   | 0     | 2      | 2     |
| 38   | Rusia (RUS)                   | 0   | 0     | 1      | 1     |
|      | TOTAL                         | 350 | 350   | 349    | 1049  |